# Tomi (Fluss)
Der Tomi ist ein Fluss in der Zentralafrikanischen Republik.

## Geografie
Er entspringt im Westen der Präfektur Kémo, östlich der Stadt Bogangolo. Der Tomi und der Kouma vereinigen sich unweit des Ubangi, wodurch der etwa 10 km lange Kémo gebildet wird.

## Verkehr
Der Fluss hat ab Sibut nur ein geringes Gefälle und war somit für Pirogen schiffbar. Daher hat sich die Stadt in historischer Zeit zum Umschlagpunkt im Handel mit dem Tschad entwickelt.

## Hydrometrie
Die Durchflussmenge des Flusses wurde über 25 Jahren (1951–76) in Sibut, bei etwa zwei Drittel des Einzugsgebiets gemessen. Die in Sibut beobachtete mittlere jährliche Durchflussmenge betrug in diesem Zeitraum 15,7 m³/s.